# Centro Aquático Maria Lenk
Il Centro Aquático Maria Lenk è un centro acquatico situato a Barra da Tijuca, all'interno del parco olimpico di Rio de Janeiro. Ha una capienza di 6 500 persone ed è dedicato alla nuotatrice Maria Lenk, prima donna sudamericana a partecipare ai Giochi olimpici, scomparsa meno di tre mesi prima del completamento dell'opera.

## Storia
L'impianto venne costruito sul sito del Circuito di Jacarepaguá tra il 2006 e il 2007 in occasione dei XV Giochi panamericani, con un investimento di 60 000 000 di real da parte della Prefettura di Rio de Janeiro. Da marzo 2008, l'impianto è gestito dal Comitato Olimpico del Brasile, che lo utilizza per la formazione di atleti, olimpici e paralimpici, di allenatori e dirigenti così come per corsi, conferenze e scuole di nuoto, pallanuoto, tuffi e nuoto sincronizzato.
Tra il 2015 e il 2016, in vista dei Giochi Olimpici del 2016, l'impianto è stato sottoposto a vari lavori di ristrutturazione del costo di 21 400 000 di real, finanziati sempre dalla prefettura di Rio. Questi lavori hanno riguardato in particolare la costruzione di una nuova piscina di riscaldamento e anche di una sala per l'allenamento dei tuffi a secco. L'impianto, nello specifico, ha ospitato le fasi iniziali del torneo di pallanuoto e le gare di tuffi e nuoto sincronizzato.